# Kullu
Kullu är en stad i den indiska delstaten Himachal Pradesh, och är huvudort för ett distrikt med samma namn. Folkmängden uppgick till 18 536 invånare vid folkräkningen 2011.

## Historia
Kulludalen är omnämnd i de gamla litterära verken Ramayana och Mahabharata. Arkeologer har funnit mynt från 100-talet e.Kr. Virayasa, King of Kuluta. En legend berättar att från 800-talet härskade Palakungar. Behangamani Pal befriade Kullu från tyrannen Thakurs i Spiti och blev välsignad av gudinnan Hidimba. Pal dynastin varade till omkring år 1450. På 1600-talet blev krigaren Raja Jagat Singh kung i Himachal Pradesh.

## Geografi

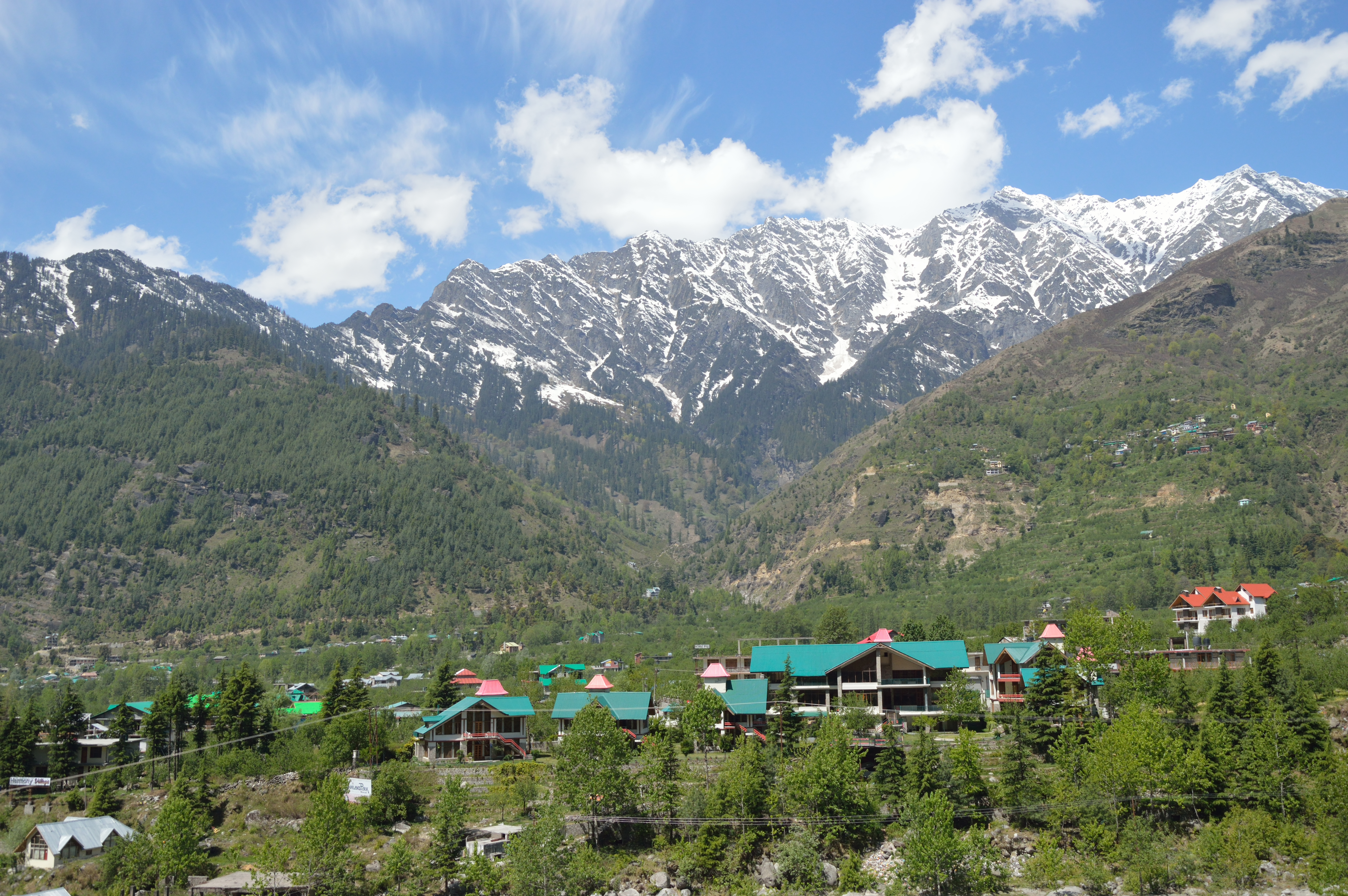
Kullu ligger vid Beasfloden

Kullu ligger vid stranden av Beasfloden. Öster om Kullu ligger en bergås med templet Bijli Mahadev. Bortom åsen ligger Manikaran-dalen, längs floden Paarvati. Historiskt var Kullu tillgänglig från Shimla via Siraj-dalen eller genom pass i väster som leder till Jogindarnagar och ut till staden Kangra. I norr ligger staden Manali, som genom Rohtang La-passet leder till Lahaul och Spiti Valley. Klimatet genomgår en enorm förändring när man klättrar uppför vindsidan av områdena för att fortsätta till den lindriga och mycket torrare platån norr om Manali. Flera populära vandringsleder utgår från staden.

### Flora och Fauna
Dalen har varierad biologisk mångfald och några av sällsynta djur som Himalayatahr, västlig tragopan, monaler och Himalayabrunbjörn. För att skydda flora och fauna förklaras många områden som naturreservat, till exempel: Khokhan Sanctuary, Kais Sanctuary, Tirthan Sanctuary, Kanawar Sanctuary, Rupi Baba Sanctuary. Great Himalayan National Park och Van Vihar Manali.

## Natur och kultur
- Great Himalayan National Park är det sjunde av UNESCO:s naturvärldsarv i Indien. Den ligger mellan Kulludalen och Spitidalen i Himachal Pradesh. Här finns många olika däggdjur, fåglar, insekter.[6]
- Hidimba Temple ligger i byn Dungri i Manali. Templet är känt för sina invecklade träsniderier och dess pagodarkitektur.[7]
- Kullu Dussehra är en internationell festival, som lockar turister i stort antal. Festivalen pågår i en vecka och kommer för att hylla Lord Raghunath och cirka 200 lokala gudar.[8]

## Galleri

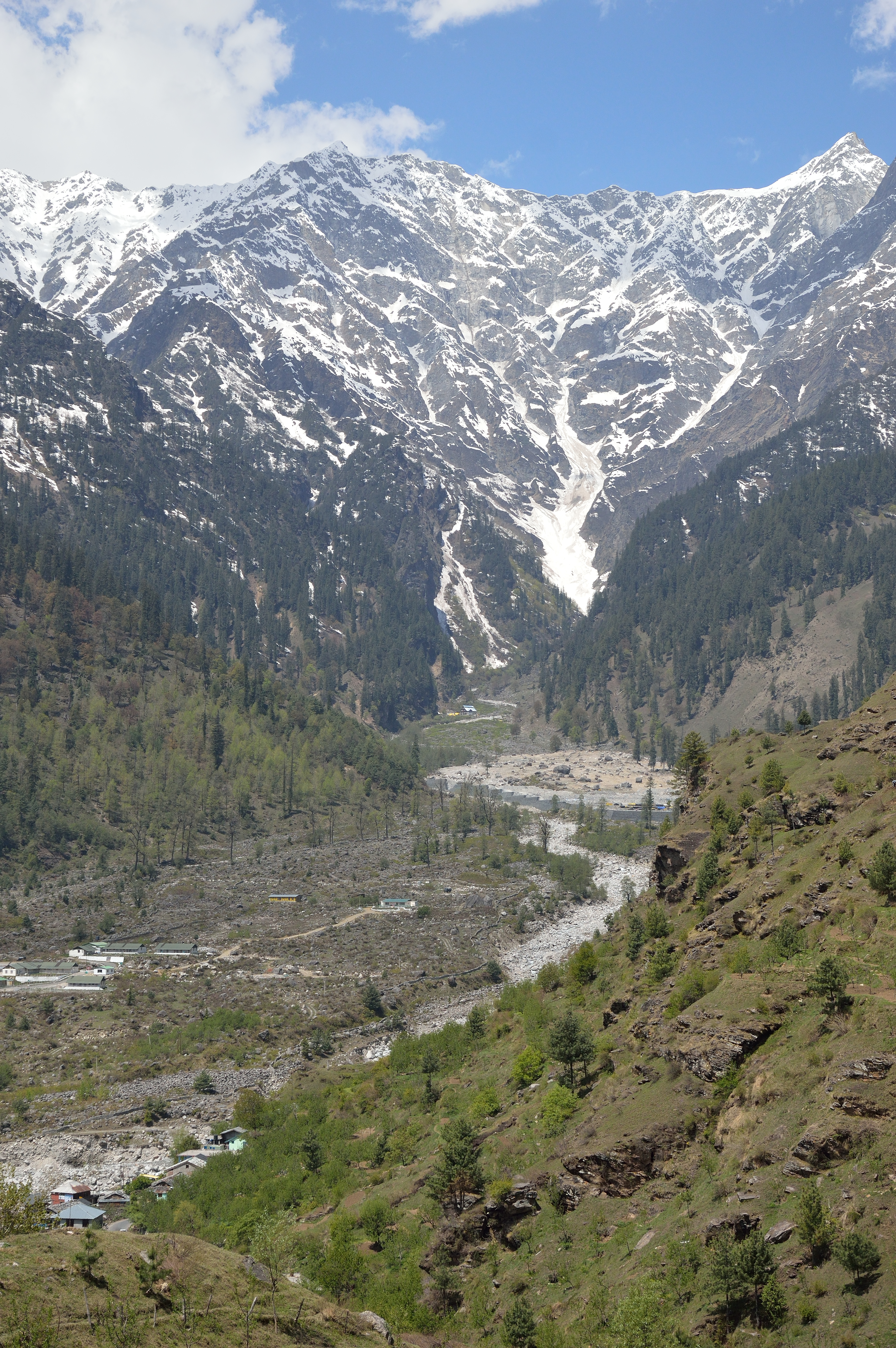
Beasdalen
Hidimba Devi Temple, Manali
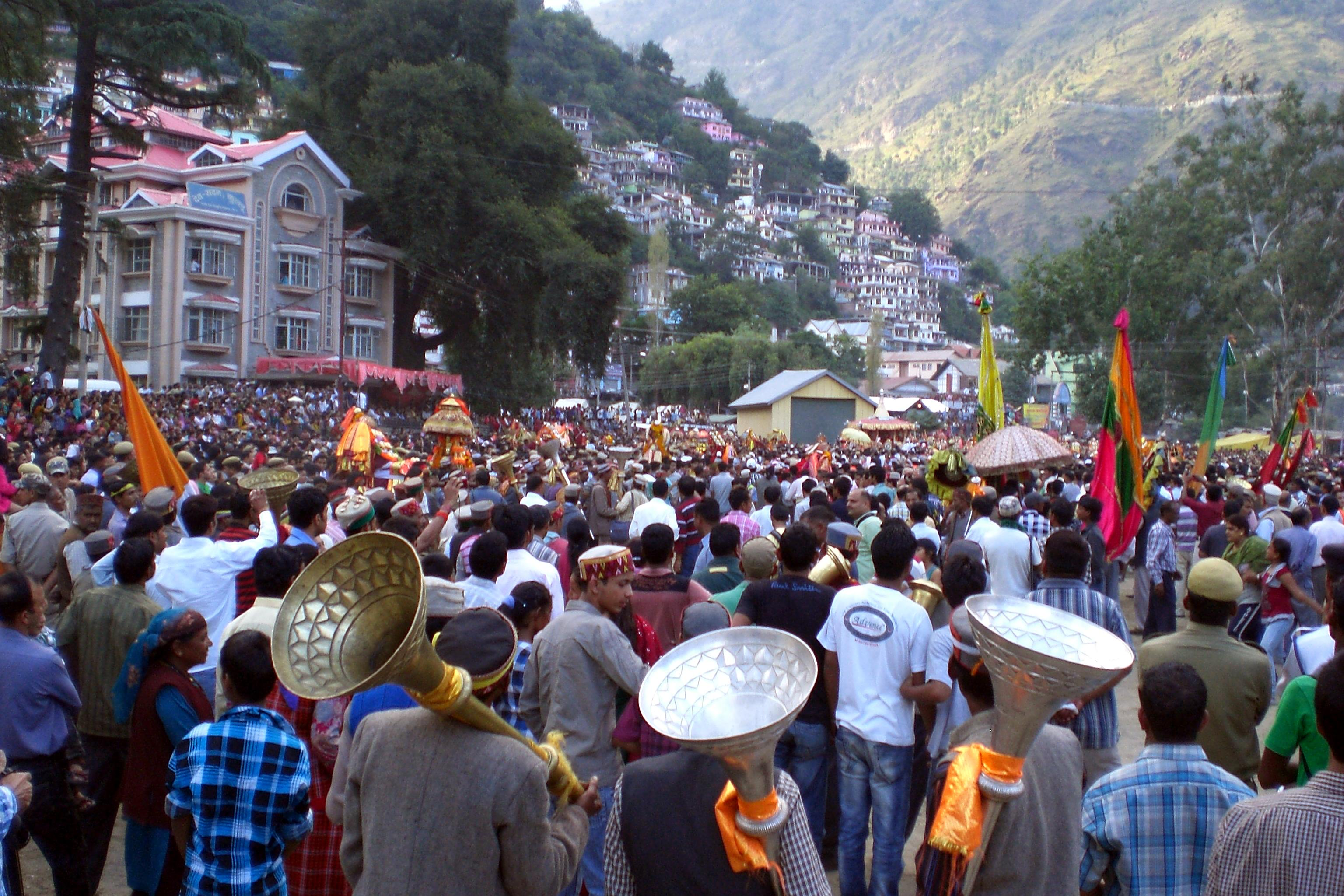
Dussehra-procession i Kullu